# Saison 1990-1991 du Club athlétique briviste
 (novembre 2011).
Si vous disposez d'ouvrages ou d'articles de référence ou si vous connaissez des sites web de qualité traitant du thème abordé ici, merci de compléter l'article en donnant les références utiles à sa vérifiabilité et en les liant à la section « Notes et références ».
Cette page présente la Saison 1990-1991 du Club athlétique briviste.

## Entraîneurs
Pour la saison 1990-1991, l'équipe du CA Brive est entrainée par Jacques Leterre.

## Transferts

### Départs
| Joueur             | Poste(s)                              | Nationalité | Destination       |
| ------------------ | ------------------------------------- | ----------- | ----------------- |
| Sébastien Bertrank | Ailier                                | France      | AS Montferrand    |
| Damien Dandaleix   | Talonneur                             | France      | Saint-Céré sports |
| Philippe Gilibert  | troisième ligne centre                | France      | US Ussel          |
| Patrice Labrande   | Deuxième ligne troisième ligne centre | France      | Stade cadurcien   |
| Gilles Lopez       | Demi d'ouverture                      | France      | Blagnac SCR       |
| Gilles Saint-André | Pilier                                | France      | Stade cadurcien   |

### Arrivées
| Joueur              | Poste(s)               | Nationalité    | Club précédent      |
| ------------------- | ---------------------- | -------------- | ------------------- |
| Damien Desmedt      | Pilier                 | France         | AS Montferrand      |
| Gilles Domergue     | Centre                 | France         | GS Figeac           |
| Christophe Larroque | Deuxième ligne         | France         | Lombez Samatan club |
| Phillip Oosthuizen  | Pilier                 | Afrique du Sud | Transvaal           |
| Franck Rollès       | troisième ligne centre | France         | US Montauban        |
| Sébastien Viars     | Ailier                 | France         | Stade aurillacois   |

## Effectif 1990-1991
| Nom                  | Poste                | Nationalité sportive | Dernier club          | Arrivée au club |
| -------------------- | -------------------- | -------------------- | --------------------- | --------------- |
| Didier Doumbia       | Talonneur            | France               | Formé au club         | 1990            |
| Rémi Boutot          | Talonneur            | France               | Formé au club         | 1983            |
| Victor Bento         | Talonneur            | France               | Formé au club         | 1990            |
| Phillip Oosthuizen   | Pilier               | Afrique du Sud       | Transvaal             | 1990            |
| Éric Alabarbe        | Pilier               | France               | Stade belvesois       | 1981            |
| Richard Crespy       | Pilier               | France               | Formé au club         | 1988            |
| Damien Desmedt       | Pilier               | France               | AS Montferrand        | 1990            |
| Serge Vernat         | Pilier               | France               | UA Libourne           | 1987            |
| Louis Pélissier      | Pilier               | France               | Formé au club         | 1990            |
| Éric Alégret         | Deuxième ligne       | France               | Formé au club         | 1984            |
| Christophe Larroque  | Deuxième ligne       | France               | Lombez Samatan Club   | 1990            |
| Bernard Louradour    | Deuxième ligne       | France               | Formé au club         | 1989            |
| Sylvain Dubois       | Deuxième ligne       | France               | Formé au club         | 1990            |
| Christian Vermande   | Deuxième ligne       | France               | Formé au club         | 1990            |
| Said Filali          | Troisième ligne aile | France               | US Ussel              | 1987            |
| Luc Hairabetian      | Troisième ligne aile | France               | Formé au club         | 1990            |
| Pierre Nouaille      | Troisième ligne aile | France               | Formé au club         | 1987            |
| Loïc Van der Linden  | Troisième ligne aile | France               | Formé au club         | 1985            |
| Christian Dalla Riva | Troisième ligne      | France               | SC Angoulême          | 1984            |
| Franck Rollès        | Troisième ligne      | France               | US Montauban          | 1990            |
| Anthony Dumas        | Demi de mêlée        | France               | Formé au club         | 1990            |
| Bruno Marty          | Demi de mêlée        | France               | ?                     | 1990            |
| Rodolphe Modin       | Demi de mêlée        | France               | Racing Club de France | 1978            |
| Denis Jacq           | Demi d'ouverture     | France               | US Souillac           | 1986            |
| Alain Penaud         | Demi d'ouverture     | France               | Formé au club         | 1987            |
| David Urruty         | 3/4 centre           | France               | Aviron bayonnais      | 1986            |
| Gilles Domergue      | 3/4 centre           | France               | GS Figeac             | 1990            |
| Jean-Marie Soubira   | 3/4 centre           | France               | Formé au club         | 1989            |
| Laurent Burg         | 3/4 centre           | France               | Formé au club         | 1985            |
| Pascal Simon         | 3/4 centre           | France               | Formé au club         | 1990            |
| Christophe Delord    | 3/4 aile             | France               | Formé au club         | 1988            |
| Sébastien Viars      | 3/4 aile, Arrière    | France               | Stade aurillacois     | 1990            |
| Didier Faugeron      | 3/4 aile             | France               | Formé au club         | 1982            |
| Patrick Brachet      | 3/4 aile, Arrière    | France               | Formé au club         | 1984            |

## La saison
En cours de saison, le demi de mêlée  international Rodolphe Modin, blessé à la hanche, arrête sa carrière.

### Championnat de France
En ne concédant qu'une seule défaite leur permettant de terminer premier de leur poule devant l’US Bressane, les Brivistes se qualifient pour le groupe A.
Dans leur poule de groupe A, Brive affronte le CA Bègles qui sera le futur champion de France, l'USA Perpignan et l'US Colomiers. Les débuts sont difficiles, notamment lors de la première journée où le CAB est largement défait par RC Nîmes 31-10, ce qui entraîne la colère du Président Jean-Jacques Gourdy. Par la suite, Brive retourne la situation et finit troisième de la poule derrière le CA Bègles et le RC Nimes. Brive est qualifié pour les huitièmes de finale qui se jouent en match aller-retour. Invaincu chez eux, les Corréziens ont connu quatre fois la défaite.
Opposé au Stade toulousain en huitième, le CA Brive fait match nul 9-9 au Stadium de Brive, puis perdent 15-9 au match retour sur la pelouse du Stadium. Pour la troisième fois consécutive, le championnat s’arrête au stade des huitièmes de finale pour Brive.
Résultats des matchs de Championnat
Poules de 4
| Date              | Équipe receveuse   | Score | Équipe visiteuse   |
| ----------------- | ------------------ | ----- | ------------------ |
| 8 septembre 1990  | CA Brive           | 22-15 | US Bressane        |
| 15 septembre 1990 | Paris UC           | 9-34  | CA Brive           |
| 22 septembre 1990 | CA Brive           | 26-9  | Stade lavelanétien |
| 30 septembre 1990 | US Bressane        | 15-9  | CA Brive           |
| 6 octobre 1990    | CA Brive           | 25-9  | Paris UC           |
| 14 octobre 1990   | Stade lavelanétien | 7-26  | CA Brive           |

Groupe A
| Date             | Équipe receveuse   | Score | Équipe visiteuse   |
| ---------------- | ------------------ | ----- | ------------------ |
| 18 novembre 1990 | RC Nîmes           | 31-10 | CA Brive           |
| 25 novembre 1990 | CA Brive           | 9-9   | CA Bègles-Bordeaux |
| 2 décembre 1990  | US Bergerac        | 9-15  | CA Brive           |
| 9 décembre 1990  | US Montauban       | 12-27 | CA Brive           |
| 16 décembre 1990 | CA Brive           | 24-0  | US Colomiers       |
| 6 janvier 1991   | Stade ruthénois    | 0-28  | CA Brive           |
| 13 janvier 1991  | CA Brive           | 24-6  | USA Perpignan      |
| 17 février 1991  | CA Bègles-Bordeaux | 17-6  | CA Brive           |
| 24 février 1991  | CA Brive           | 34-9  | US Bergerac        |
| 9 mars 1991      | CA Brive           | 16-3  | RC Nîmes           |
| 24 mars 1991     | CA Brive           | 20-9  | US Montauban       |
| 30 mars 1991     | US Colomiers       | 17-13 | CA Brive           |
| 7 avril 1991     | CA Brive           | 63-18 | Stade ruthénois    |
| 14 avril 1991    | USA Perpignan      | 18-6  | CA Brive           |

Huitièmes de finale
| Date          | Équipe receveuse | Score | Équipe visiteuse |
| ------------- | ---------------- | ----- | ---------------- |
| 27 avril 1991 | CA Brive         | 9-9   | Stade toulousain |
| 5 mai 1991    | Stade toulousain | 15-9  | CA Brive         |

### Challenge Yves du Manoir
En Challenge Yves du Manoir, les choses sont plus compliquées pour les Brivistes qui sont éliminés en poules. Face à Tarbes, Lourdes et Montferrand, Brive ne gagne qu’un match (6-3 contre Tarbes), concède deux matchs nuls et trois défaites.
Résultats des matches de Challenge Yves du Manoir
| Date               | Équipe receveuse   | Score | Équipe visiteuse   |
| ------------------ | ------------------ | ----- | ------------------ |
| 18 août 1990       | AS Montferrand     | 27-23 | CA Brive           |
| 25 août 1990       | CA Brive           | 12-12 | FC Lourdes         |
| 1er septembre 1990 | CA Brive           | 6-3   | Stadoceste tarbais |
| 20 octobre 1990    | CA Brive           | 18-18 | AS Montferrand     |
| 27 octobre 1990    | FC Lourdes         | 16-15 | CA Brive           |
| 4 novembre 1990    | Stadoceste tarbais | 23-6  | CA Brive           |